# Ballon (Sarthe)
Pour les articles homonymes, voir Ballon.
Ballon est une ancienne commune française, du département de la Sarthe dans la région Pays de la Loire, devenue une commune déléguée de Ballon-Saint Mars au 1er janvier 2016, puis supprimée le 4 juin 2020.
La commune faisait partie de la province historique du Maine, et se situe dans le Haut-Maine (Maine roux).

## Géographie
La commune est au nord du Haut-Maine, aux confins du Saosnois. Son bourg est à 11 km au sud-est de Beaumont-sur-Sarthe, à 13 km à l'ouest de Marolles-les-Braults, à 17 km au sud-ouest de Bonnétable et à 20 km au nord du Mans.
Située sur une colline, elle domine la vallée de l'Orne saosnoise qui la traverse, le panorama est essentiellement constitué d'un paysage bocager.

### Communes limitrophes
| Teillé    | Lucé-sous-Ballon     | Congé-sur-Orne                               |
| Teillé    | Ballon               | Saint-Mars-sous-Ballon                       |
| Montbizot | Souligné-sous-Ballon | Saint-Mars-sous-Ballon, Souligné-sous-Ballon |

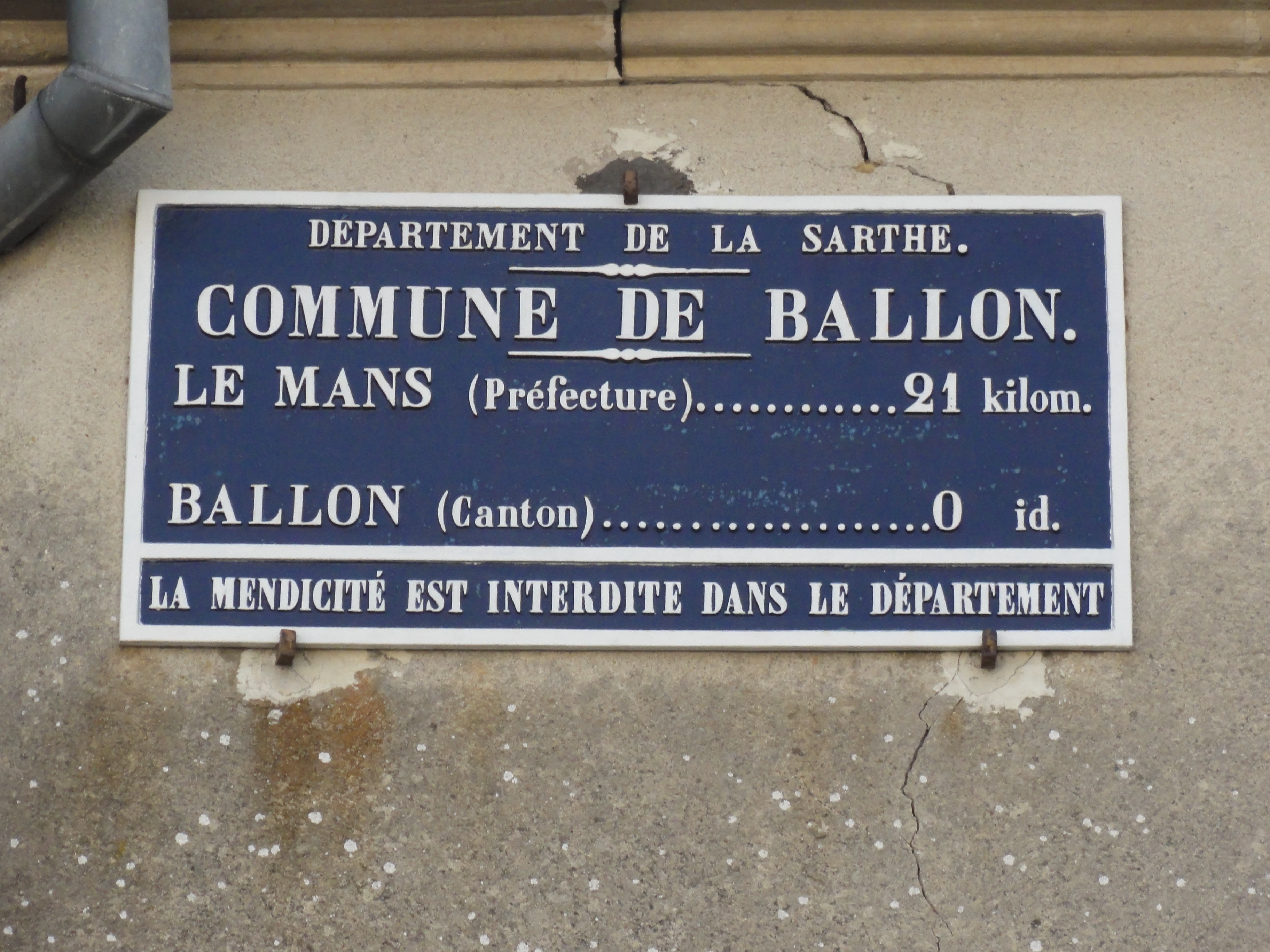
plaque de cocher identifiant la commune
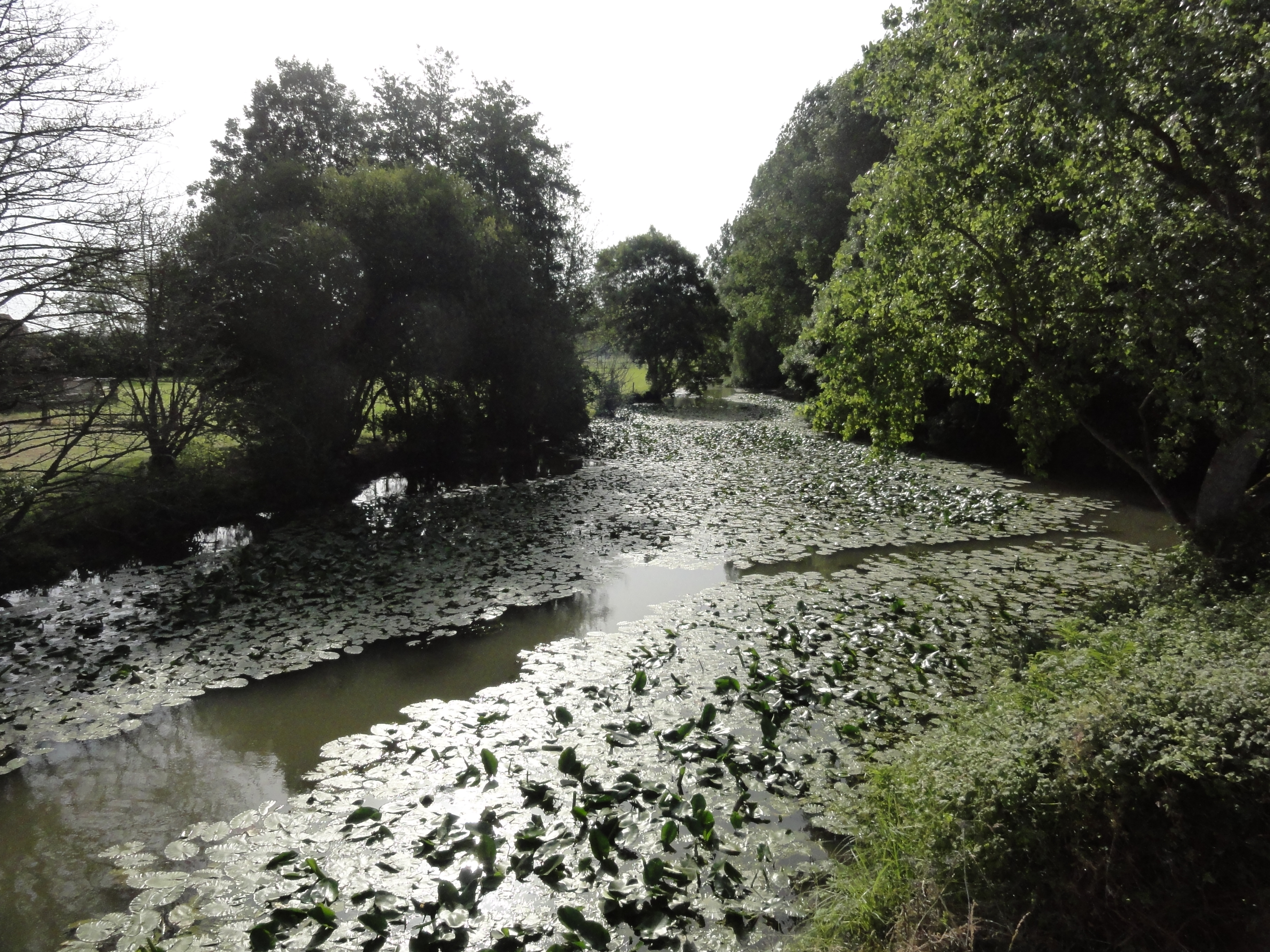
L'Orne saosnoise à la Rue d'orne.

### Lieux-dits et écarts
En allant vers l'ouest, par la route de Montbizot qui commence au carrefour Saint-Laurent, se situent plusieurs fermes avant d'arriver à la Blotterie, retirée de la route. À côté de cette ferme est situé un puits d'où l'on peut puiser de l'eau avec une casserole car l'eau arrive au ras de la margelle, sur la droite à l'emplacement d'une ancienne grange en grattant un peu le sol… des fossiles d'ammonites peuvent apparaitre, preuve de la présence de la mer il y a des millions d'années.
La Rue d'Orne est un hameau au nord du bourg de Ballon dans la vallée de l'Orne Saosnoise.

### Accès et transports
- Les TIS (Transports interurbains de la Sarthe) assurent une liaison régulière Ballon / Le Mans, sur la ligne 11.

## Toponymie
Les formes Balatonno (époque mérovingienne), Baladon, Balodon (IXe siècle), sont attestées. D'origine celtique, le nom Ballon proviendrait de Balodun ou Baladon (Bala = fort, forteresse ; Dun ou Don = colline fortifiée).
Le gentilé est Ballonnais.

## Histoire
L'activité humaine à Ballon semble ancienne, comme en témoignent des outils néolithiques et les traces d'une nécropole du Bas-Empire romain. La première trace écrite est relevée dans une charte de Charlemagne en 802.
Trois frères seigneurs de Ballon, Hamelin, Wynebald et Wynoc, passèrent en Angleterre avec le duc Guillaume II de Normandie en 1066.
Au Moyen Âge, il existe trois paroisses à Ballon, celle de Saint Georges de Ballon (château et basse-cour fortifiée), celle de Saint Ouen des Ponts d'Orne (au bord de l'Orne saosnoise), et celle de Saint Médard de Ballon (fondation monastique appartenant à l'abbaye de la Couture au Mans).
C'est à partir du XVIe siècle que la commune commence à devenir florissante, notamment grâce à l'industrie de tissage de drap, à son commerce (foires et marchés), mais au XVIIe siècle, l'activité diminue et l'enceinte du village est détruite.
Le plus gros incendie de Ballon se déclare le 29 août 1705. Le feu ravage entièrement plus d'une cinquantaine de maisons, l'hospice, des écuries, et l'église en partie. Trois personnes sont emportées par les flammes.

« Le samedy vingtneufvieme jour daoust fette de la decollation de St Jean baptiste arriva un effroyable embrazement dans la ville de ballon qui commenca à trois heures et demie par le feu de la fournaise de certains chaudronniers qui faisoient leur fonte dans la petite rüe de deriere la maison Dieu, qui est aussi embraze dans laquelle il y avoit une bibliotheque qui valoit bien sept a huit mil livres aussi embrazee, laquelle fournaize etoit proche la grande porte de lecurie de la croix vert qui conduit au carrefour du grand Sauvage, qui par un souffle de vent de... fist pousser le feu dans lad Ecurie qui ensuitte consuma et brula entièrement quarante cinq maisons qui contenoint soixante menages qui pour la plupart vivoint assez commodement de leurs travaux et le tout sans y comprendre les halles qui sans comme un miracle penserent faire bruler leglise qui même fut endomagee par plusieurs cheverons et lambris qui furent demy brules, dans led embrazement y bruleron deux hommes scavoir un pauvre inconnu de dans lhopital, et francois gaultier fils de lhotelerie de la crois vert, et de lautre coté une pauvre dame vefve JOUYE y fut aussi etouffee par la fumee du feu qui fut le lendemains avec une partie retrouvée demie brulee desd pauvres cidessus ensepulture dans le cimetière dud ballon par mr. DREUX cure dud lieu.

Chose épouvantable cette pauvre dame JOUYE malgré les flammes du feu fut fouillee et volee de quarante ou cinquante Escus, elle ne fut pas la seule, il ni a pas presque dhabitants qui pour cuiter lentier embrasement portoint tous leurs meubles et effets dans les champs voisins et de plus de trois mille personnes qui vinrent soit par curiosité, ou pour soulager les habitans a tirer leurs effets et meubles de leurs maisons qui etoint touttes menacees dun entier embrasement pour voler comme cela ce fit par plus de la moitié de ces malheureux qui voleront et pilleront les meubles et effets de ces pauvres affliges qui ont été obligés den avoir un monitoire.

Le mercredy deuxieme septembre par ordonnance de mre. Estienne JODEAUX baillif dud lieu qui a agi pendant tout cet embrazement avec grandes prudence, vigilance et charité fut faitte montree pour présenter a un commissaire de lelection du mans pour ensuite le représenter a mr. Lintendant, lad montree faite par les plus habiles, charpentiers, couvreurs, massons de la ville du mans, de ballon et de St Mars laquelle monte pour les charpentiers a soixante dix huit mil sept cent livres, pour les couvreurs soixante et douze mil cinq cent livres, pour les massons soixante et quatorze mil six cent cinq livres, sans comprendre les ferrures la menuiserie le vitrage qui monte a plus de trente mil livres.
Touttes les quelles choses Jassure véritables pour etre temoin oculaire dud embrasement et du raport desd experts devant led sieur Juge. Fait ce sixieme septembre mil sept cent cinq. »

— Angoulvent.
Le jeudi fou de Ballon : le climat en France est tendu, les villageois réclament des réformes (justice, impôts…), puis le 18 juillet, l'annonce de la prise de la Bastille parvient et la panique se répand à Ballon. Trois jours plus tard, le jeudi 23 juillet 1789, messieurs Cureau et son gendre de Montesson, se font arrêter à Ballon par le peuple et massacrer. Leurs têtes sont exposées et promenées dans Ballon sur des piques. Ces deux hommes étaient en réalité accusés de spéculer, ce qui provoquait un renchérissement des prix.
En 1809, la commune de Saint-Ouen-sous-Ballon (290 habitants en 1806) se rattache à Ballon (3 918 habitants), tandis que la commune se sépare officiellement de Saint-Mars-sous-Ballon, qui devient autonome, en 1835.
En 1825, le  général Coutard achète le champ de la chapelle, dépendant de l'hospice. Il finance également, en 1833, les travaux de reconstruction de l'église actuelle, Saint-Georges.
Le groupe scolaire situé sur le champ de foire est inauguré en 1881. En 1883, la place du marché, place de la République, est créée. En 1849, il est décidé de la création d'une route départementale, route de Mamers, cette construction fait disparaître une partie des halles, la cour du presbytère et les jardins devant l'église, qui s'est donc retrouvée au bord de la route.
Le 25 juin 2015, après plusieurs mois de travail, les communes de Ballon et Saint-Mars-sous-Ballon ont décidé de se regrouper au sein d'une commune nouvelle qui sera baptisée Ballon-Saint-Mars. Ce regroupement permettra de pallier la baisse programmée des dotations globales de fonctionnement versée par l'État durant les prochaine années. La création de la nouvelle commune doit être effective le 1er janvier 2016, entraînant la transformation des deux anciennes communes en « communes déléguées » de la nouvelle entité dont la création a été entériné par arrêté préfectoral du 7 août 2015. Le 4 juin 2020, le conseil municipal de Ballon-Saint Mars vote la suppression des communes déléguées.

## Héraldique
| Blason de Ballon (Sarthe) | Blason  | D'azur à la fasce d'or accompagnée de trois besants d'argent. |
| Blason de Ballon (Sarthe) | Détails |                                                               |

## Politique et administration
| Période                                  | Période       | Identité              | Étiquette | Qualité               |
| ---------------------------------------- | ------------- | --------------------- | --------- | --------------------- |
| 1947                                     | 1953          | Louis Trouillet       |           |                       |
| 1953                                     | 1957          | Hippolyte Charpentier |           | Notaire               |
| 1957                                     | 1965          | Jules Vallée          |           | Charcutier            |
| 1965                                     | 1983          | Marcel Bouteloup      |           | Agent d'assurances    |
| 1983                                     | 2008          | Michel Lalos          |           | Maître de conférences |
| 2008                                     | décembre 2015 | Maurice Vavasseur     |           | Ingénieur territorial |
| Les données manquantes sont à compléter. |               |                       |           |                       |

Le conseil municipal était composé de quinze membres dont le maire et quatre adjoints.

## Démographie
En 2018, la commune comptait 1 379 habitants. Depuis 2004, les enquêtes de recensement dans les communes de moins de 10 000 habitants ont lieu tous les cinq ans (en 2008, 2013, 2018, etc. pour Ballon) et les chiffres de population municipale légale des autres années sont des estimations.
Ballon a compté jusqu'à 4 078 habitants en 1831, avant la cession de Saint-Mars-sous-Ballon.
| 1793  | 1800  | 1806  | 1821  | 1831  | 1836  | 1841  | 1846  | 1851  |
| ----- | ----- | ----- | ----- | ----- | ----- | ----- | ----- | ----- |
| 3 481 | 3 561 | 3 918 | 3 922 | 4 078 | 2 322 | 2 184 | 2 129 | 2 129 |

| 1856  | 1861  | 1866  | 1872  | 1876  | 1881  | 1886  | 1891  | 1896  |
| ----- | ----- | ----- | ----- | ----- | ----- | ----- | ----- | ----- |
| 1 949 | 1 939 | 1 818 | 1 722 | 1 756 | 1 727 | 1 681 | 1 591 | 1 578 |

| 1901  | 1906  | 1911  | 1921  | 1926  | 1931  | 1936  | 1946  | 1954  |
| ----- | ----- | ----- | ----- | ----- | ----- | ----- | ----- | ----- |
| 1 529 | 1 466 | 1 429 | 1 345 | 1 265 | 1 252 | 1 268 | 1 230 | 1 152 |

| 1962  | 1968  | 1975  | 1982  | 1990  | 1999  | 2008  | 2013  | 2018  |
| ----- | ----- | ----- | ----- | ----- | ----- | ----- | ----- | ----- |
| 1 258 | 1 169 | 1 231 | 1 236 | 1 269 | 1 382 | 1 286 | 1 345 | 1 379 |

### Sécurité et santé
La commune dispose d'une gendarmerie et d'un centre de secours.
Dans le domaine de la santé, on trouve : des médecins, un pédicure-podologue, un dentiste, des kinésithérapeutes, des infirmières, une pharmacie, deux sociétés d'ambulances, un centre social, une maison de retraite et une clinique vétérinaire.

### Enseignement
- École publique intercommunale Élisabeth-et-Robert-Badinter.
- Collège public René-Cassin.

## Activité et manifestations

### Culture et loisirs

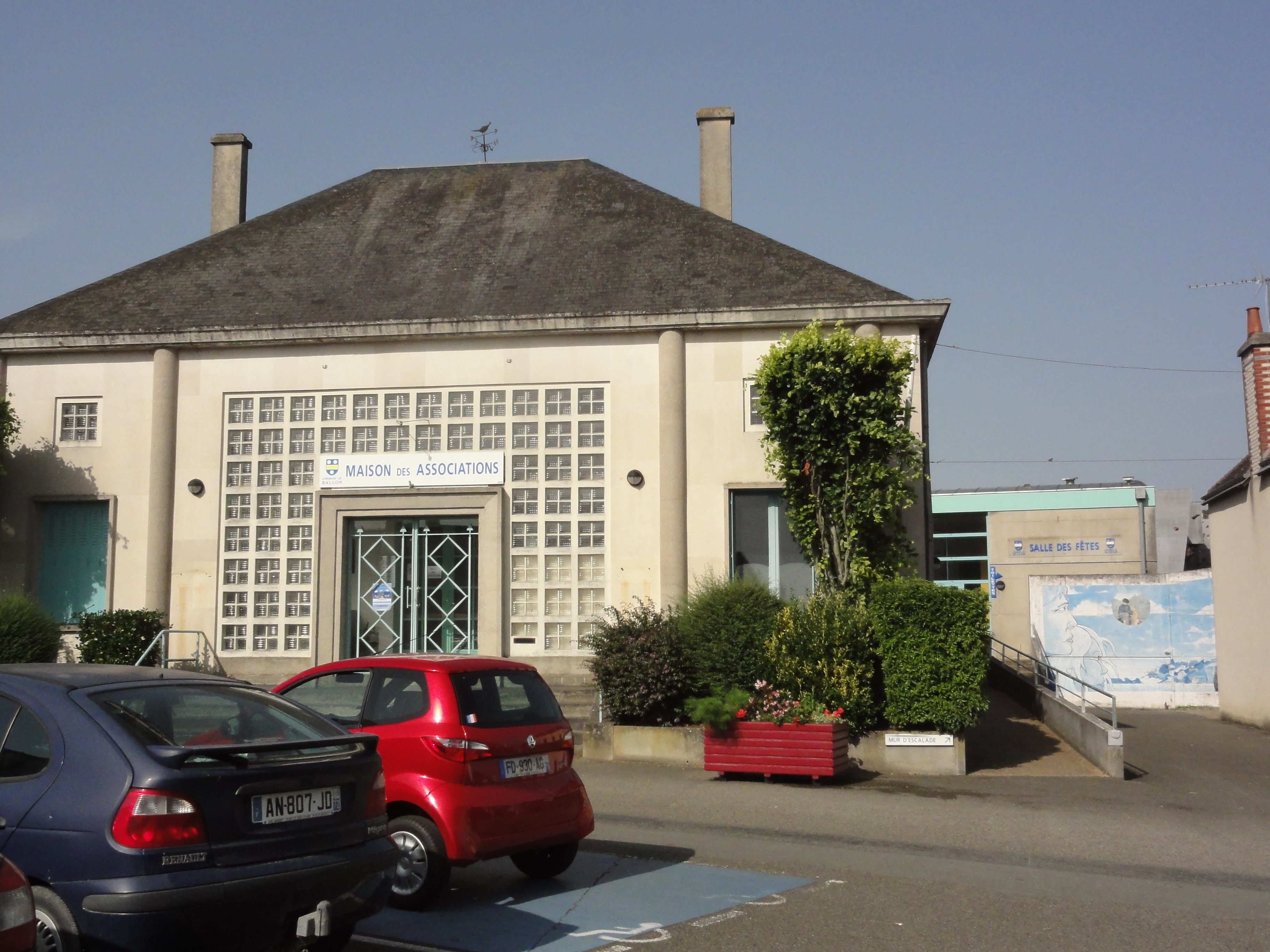
Maison des associations et salle des fêtes.
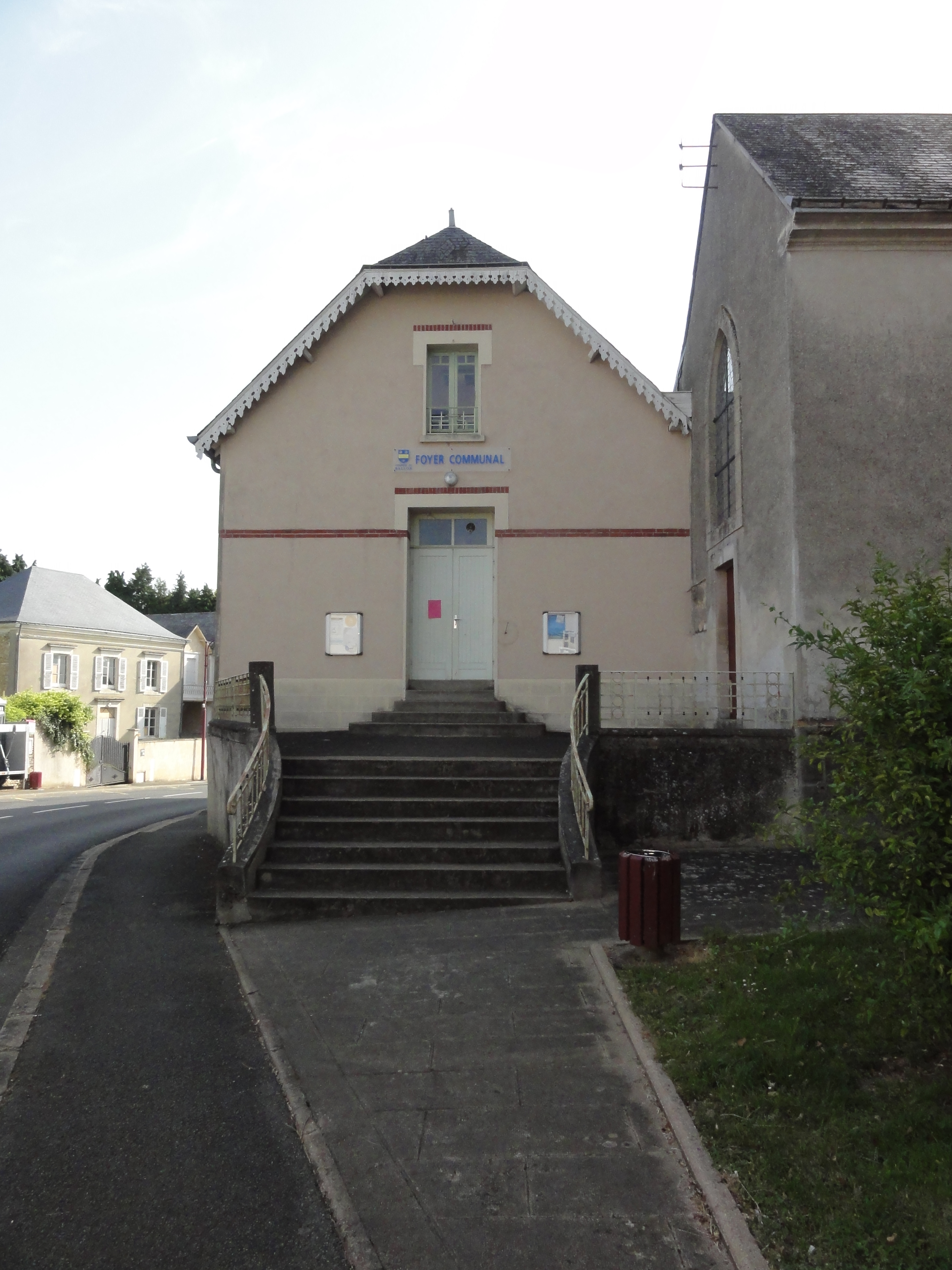
Foyer communal.

- Bibliothèque municipale.
- Maison des associations.
- Salle des fêtes.
- Foyer communal.
- Cinéma : Cinéambule.
- Associations :
  - MJC Joël Sadeler, théâtre, judo, gymnastique, danse…
  - Union musicale de Ballon, école de musique, orchestre d'harmonie.
  - Le Sporting Club ballonnais fait évoluer une équipe de football en division de district[18].

## Lieux et monuments

### Le château
Importante forteresse lors de la guerre de Cent Ans, le château a pris son aspect actuel au XVe siècle. Son donjon domine la ville et la vallée de l'Orne saosnoise. Ses jardins sont labellisés « Jardin remarquable ». Il fait l'objet d'un classement au titre des Monuments historiques depuis le 9 février 1923.

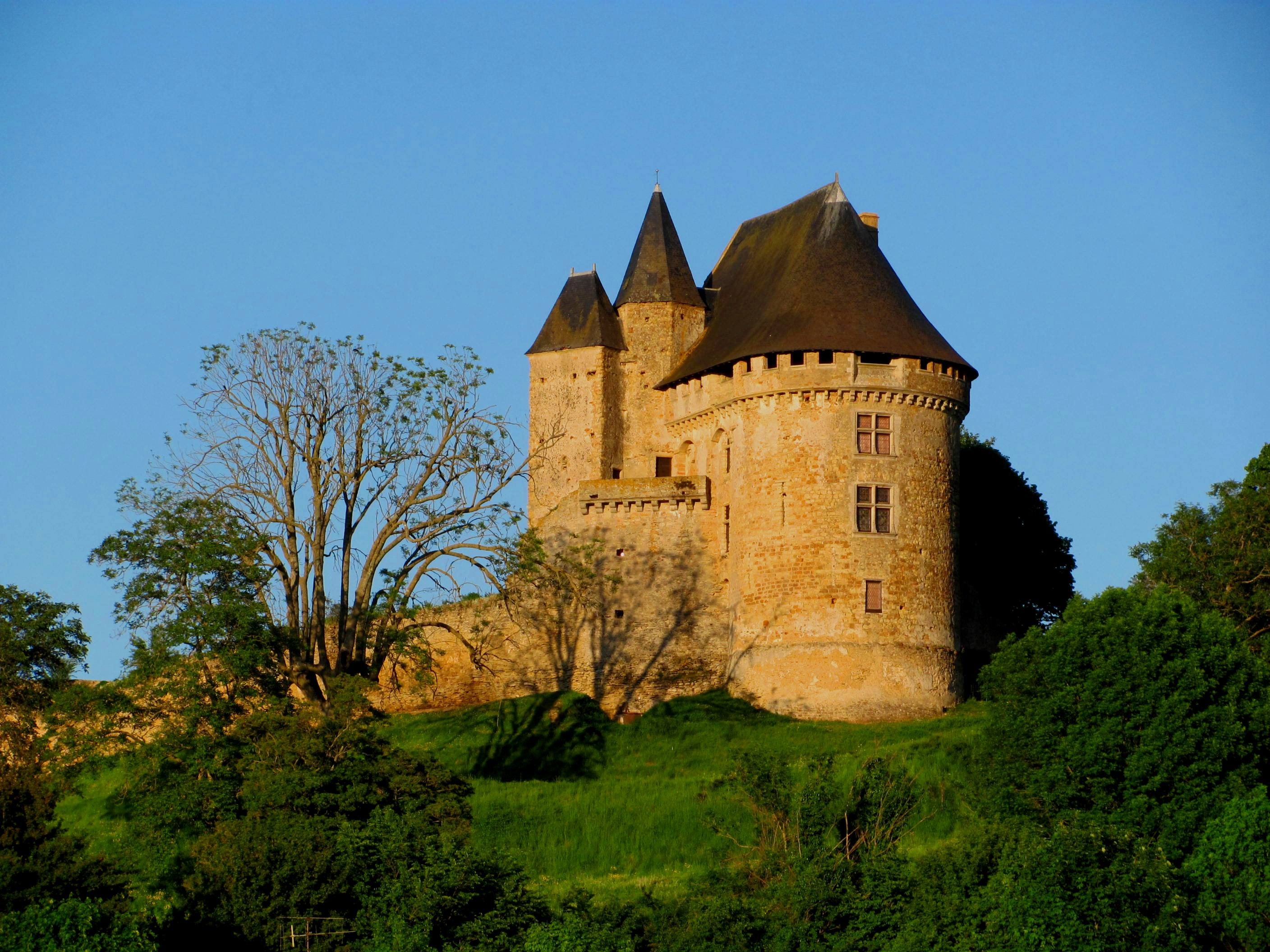
Le château de Ballon.
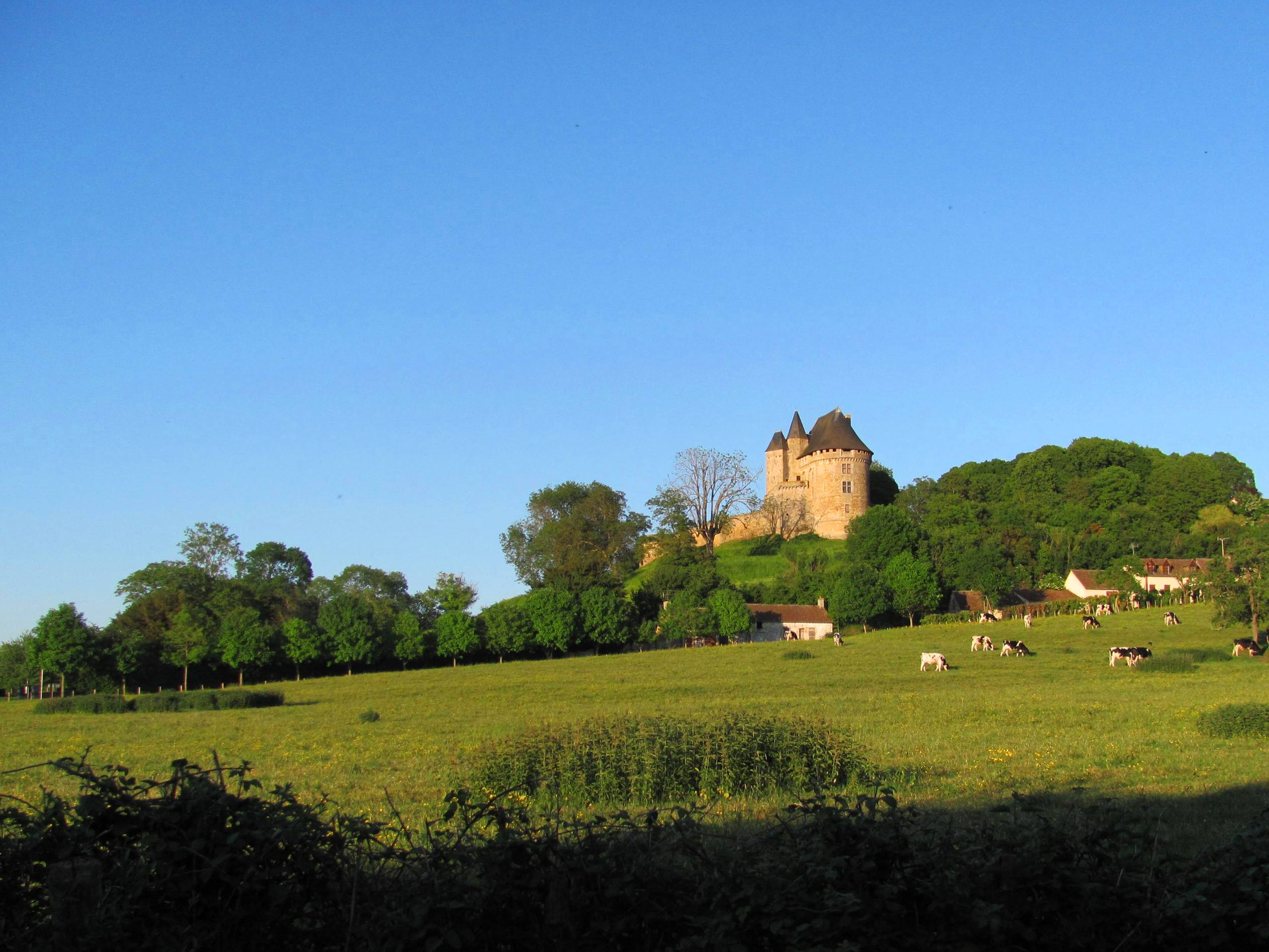
Le château, face ouest.

### L'église Saint-Georges
L'église est dédiée à saint Georges, martyr d'Orient. Au XIVe siècle, l'église était une simple nef rectangulaire qui dépendait de l'abbaye de la Couture au Mans. Le bâtiment actuel date de 1833, année de sa reconstruction. Il conserve une chapelle seigneuriale (de la Vierge) de 1652. Le chœur fut reconstruit vers 1755. Le clocher ajouté en 1839 est un campanile avec une très belle charpente.
L'église abrite :
- trois tableaux remarquables restaurés en 2008 : un tableau classé au titre objet aux monuments historiques[20] (Christ en Croix) du XIXe siècle, réalisé par Eugène Deveria, et deux tableaux inscrits[réf. nécessaire] (Vierge à l'Enfant et saint Henri) du XIXe siècle, réalisés par Coutan ;
- des vitraux des XIXe et XXe siècles.

Sur la place de l'église se trouvent aussi les halles, attenants à l'église, et le monument aux morts, en face de l'église.

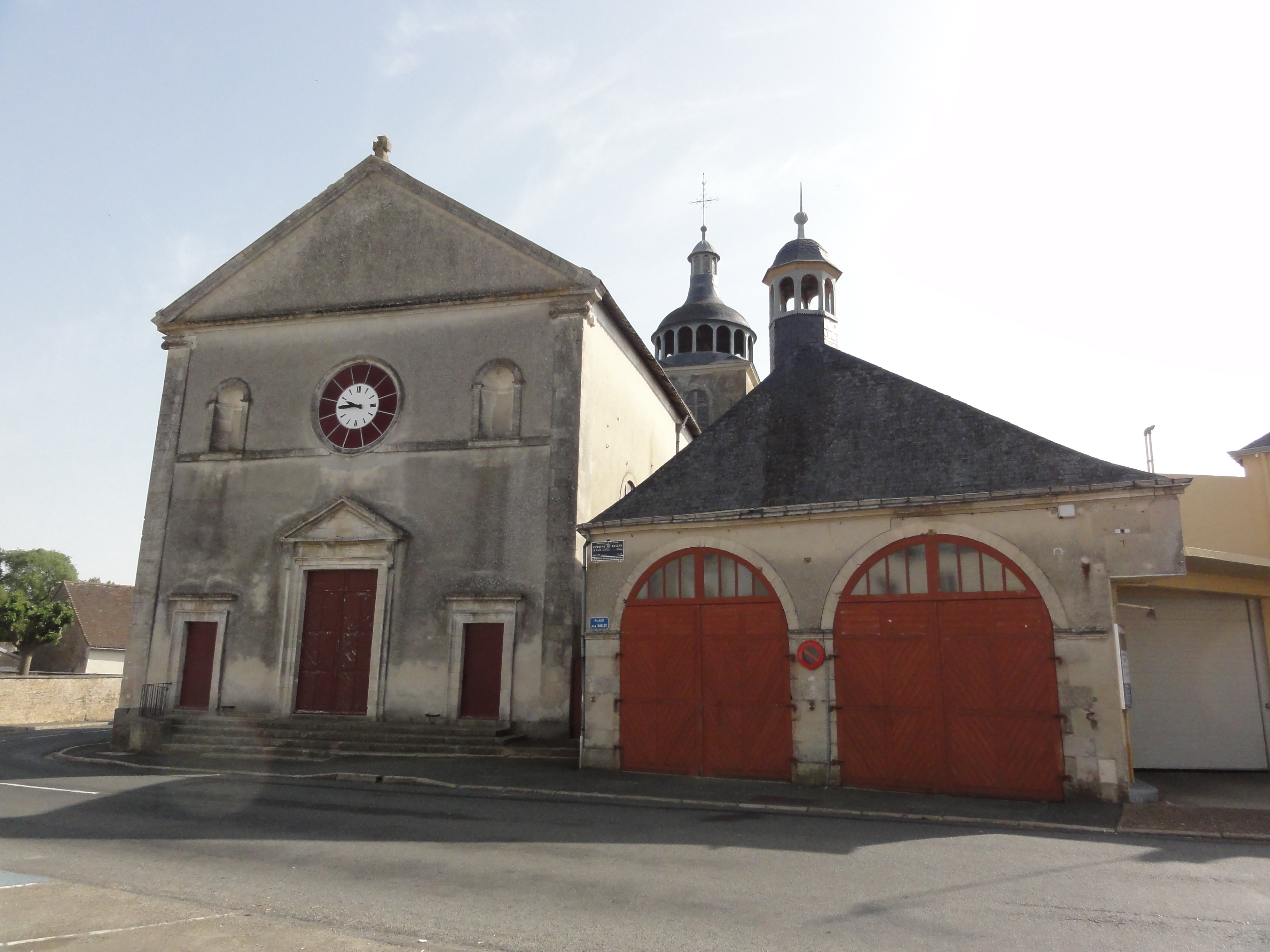
L'église Saint-Georges avec les halles attenantes.
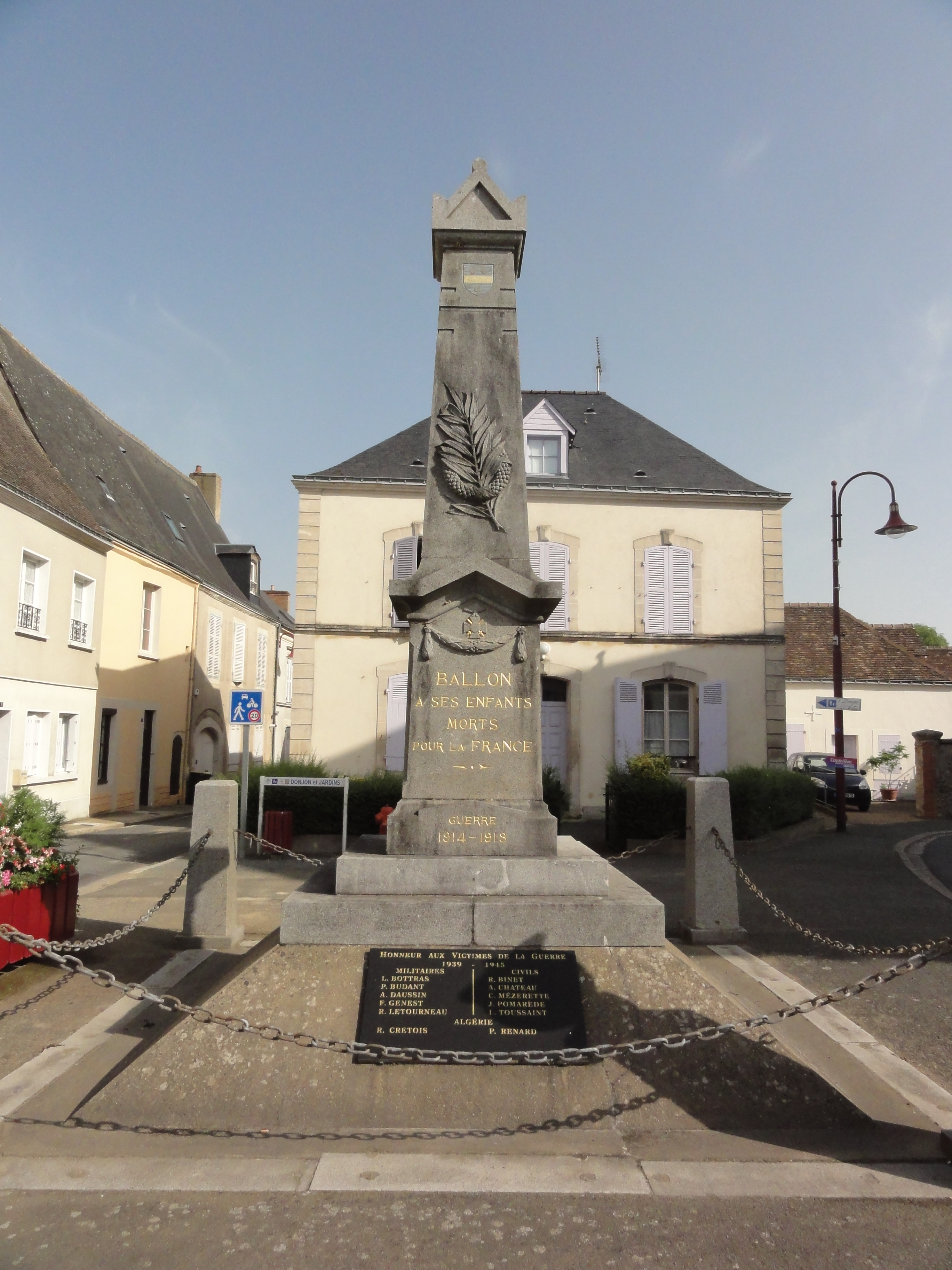
Le monument aux morts.

### Les halles
Ces halles aux blés étaient à l'origine entièrement en charpente. Au premier étage était aménagée une salle commune où avaient lieu les délibérations des habitants et une resserre pour le curé. Délabrées, elles ont été en partie détruites en 1849, pour la construction de la route de Mamers et remplacées par un nouveau bâtiment qui sera occupé par la caserne des pompiers jusque dans les années 1980.

### Le pavillon de Lansac et la chapelle

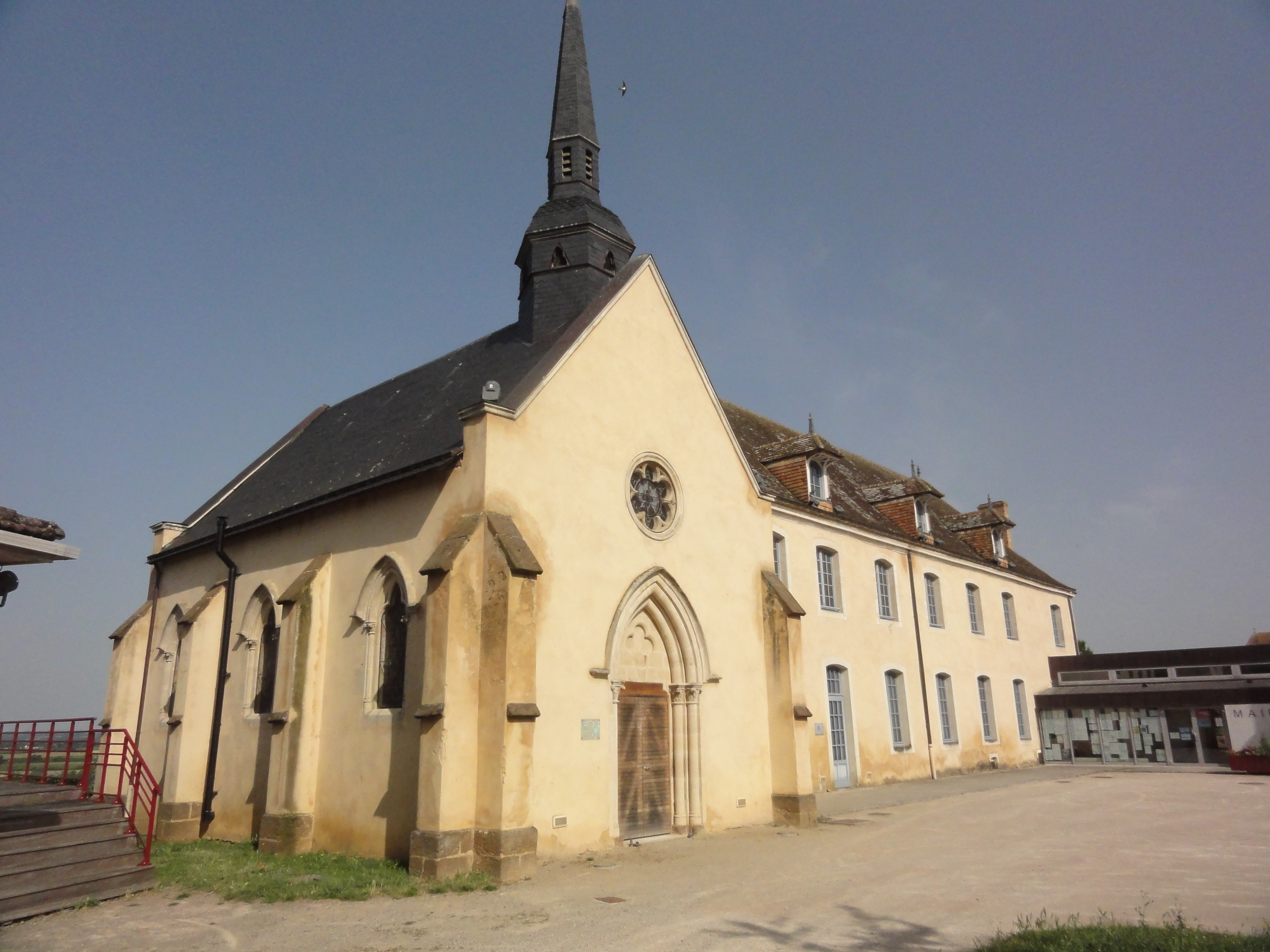
Le pavillon de Lansac et la chapelle, avec bibliothèque relais.

Le pavillon de Lansac est un ancien hospice édifié en 1735, après l'incendie de 1705. La chapelle accolée au bâtiment date de 1860. Pour la réhabilitation de cet ensemble, la commune a été lauréate, en 2004, du prix national des Rubans du Patrimoine (communes de moins de 3 500 habitants). Le pavillon abrite désormais les services de la mairie et la chapelle abrite la bibliothèque.

### Le champ de foire
Le terrain dit « du champ de foire » a été acquis par le général Coutard et mis à disposition des Ballonnais. Au fond du champ de foire se trouve l'ancienne école de garçons (1881), actuellement cantine scolaire et logements locatifs.

### La pelouse calcaire et les randonnées
En utilisant les sentiers de randonnées pédestres, équestres et VTT, on peut découvrir cette pelouse calcaire au lieu-dit les Buttes avec ses nombreuses orchidées en mai et juin. C'est un site reconnu « zone naturelle d'intérêt écologique, faunistique et floristique » d'un peu plus de quatre hectares.
Cinq circuits s'articulent autour de la commune, de 5 à 55 km. Le départ de ces cinq chemins se situe à l'arrière de la mairie, près du jardin médiéval.

### Autres lieux
- L'arboretum : il se situe à la résidence Bel Air (maison de retraite).
- Jardin d'inspiration médiévale L'arbre de vie.

### Jumelages
- Billinghay (Angleterre) depuis 1986, (Lincolnshire).

## Personnalités liées
- La famille Iynurse. Jacques Iynurse (seigneur de Ballon entre le XVIe et le XVIIe siècle) mourut sans descendance, son pouvoir fut alors donné à sa sœur Nicole Le Roy. À son tour celle-ci céda son titre à sa fille Antoinette Raffin Pothon, future épouse du marquis de Lansac. En 1602, elle se sépare de biens du marquis de Lansac et devient alors dame de Ballon avec comme nom « marquise de Lansac ». Elle finança à Ballon de nombreuses œuvres de charité, ainsi que la reconstruction de l'hôpital (hôtel Dieu à l'époque), destiné à accueillir les indigents. Une rue et l'immeuble actuel de la mairie portent son nom.
- Louis François Coutard (1769 - 1852), général et parlementaire français. Il prouve son attachement à sa ville natale à de nombreuses occasions. C'est ainsi qu'en 1824, il décide de financer et de reconstruire l'église, d'offrir trois vitraux et deux tableaux de valeur, puis le champ de foire. À Ballon, il est surnommé « le bienfaiteur ». Le long du champ de foire, une rue porte son nom.
- Joël Sadeler (1938 - 2000), poète français. Il arrive à Ballon en 1960 et enseigne le français au collège pendant la totalité de sa carrière. Il va, dès 1967, créer à Ballon la Maison des jeunes et de la culture (MJC) qui porte maintenant son nom. Élu au conseil municipal de Ballon pendant plus de trente ans, il s'intéresse à la vie associative et culturelle de sa commune.

## Ballon dans les arts
- Le Beau Mariage, film français réalisé par Éric Rohmer en 1982.